# Kanton Le Haut-Périgord noir
Der Kanton Le Haut-Périgord noir (offizielle Schreibweise: Kanton Le Haut-Périgord Noir) ist seit 2015 ein französischer Wahlkreis in den Arrondissements Périgueux und Sarlat-la-Canéda, im Département Dordogne und in der Region Nouvelle-Aquitaine.

## Gemeinden
Der Kanton besteht aus 31 Gemeinden und Gemeindeteilen mit insgesamt 14.105 Einwohnern (Stand: 1. Januar 2022) auf einer Gesamtfläche von 512,76 km²:
| Gemeinde                     | Einwohner 1. Januar 2022 | Fläche km² | Dichte Einw./km² | Code INSEE | Postleitzahl | Arrondissement   |
| ---------------------------- | ------------------------ | ---------- | ---------------- | ---------- | ------------ | ---------------- |
| Ajat                         | 300                      | 21,95      | 14               | 24004      | 24210        | Sarlat-la-Canéda |
| Auriac-du-Périgord           | 400                      | 18,63      | 21               | 24018      | 24290        | Sarlat-la-Canéda |
| Azerat                       | 449                      | 20,05      | 22               | 24019      | 24210        | Sarlat-la-Canéda |
| Badefols-d’Ans               | 410                      | 18,34      | 22               | 24021      | 24390        | Sarlat-la-Canéda |
| Bars                         | 243                      | 22,58      | 11               | 24025      | 24210        | Sarlat-la-Canéda |
| Bassillac et Auberoche       | 1.777                    | 61,00      | 29               | 24026      | 24330        | Périgueux        |
| Beauregard-de-Terrasson      | 706                      | 7,97       | 89               | 24030      | 24120        | Sarlat-la-Canéda |
| Boisseuilh                   | 110                      | 11,90      | 9                | 24046      | 24390        | Sarlat-la-Canéda |
| Châtres                      | 181                      | 12,20      | 15               | 24116      | 24120        | Sarlat-la-Canéda |
| Chourgnac                    | 69                       | 6,96       | 10               | 24121      | 24640        | Sarlat-la-Canéda |
| Coubjours                    | 108                      | 9,55       | 11               | 24136      | 24390        | Sarlat-la-Canéda |
| Fossemagne                   | 553                      | 21,88      | 25               | 24188      | 24210        | Sarlat-la-Canéda |
| Gabillou                     | 97                       | 7,91       | 12               | 24192      | 24210        | Sarlat-la-Canéda |
| Granges-d’Ans                | 148                      | 11,81      | 13               | 24202      | 24390        | Sarlat-la-Canéda |
| Hautefort                    | 814                      | 25,68      | 32               | 24210      | 24390        | Sarlat-la-Canéda |
| La Bachellerie               | 895                      | 17,34      | 52               | 24020      | 24210        | Sarlat-la-Canéda |
| La Chapelle-Saint-Jean       | 84                       | 3,70       | 23               | 24113      | 24390        | Sarlat-la-Canéda |
| Le Lardin-Saint-Lazare       | 1.666                    | 10,85      | 154              | 24229      | 24570        | Sarlat-la-Canéda |
| Limeyrat                     | 430                      | 19,72      | 22               | 24241      | 24210        | Sarlat-la-Canéda |
| Montagnac-d’Auberoche        | 137                      | 10,02      | 14               | 24284      | 24210        | Sarlat-la-Canéda |
| Nailhac                      | 292                      | 19,35      | 15               | 24302      | 24390        | Sarlat-la-Canéda |
| Peyrignac                    | 594                      | 6,30       | 94               | 24324      | 24210        | Sarlat-la-Canéda |
| Sainte-Eulalie-d’Ans         | 296                      | 11,83      | 25               | 24401      | 24640        | Sarlat-la-Canéda |
| Sainte-Orse                  | 349                      | 23,54      | 15               | 24473      | 24210        | Sarlat-la-Canéda |
| Saint-Rabier                 | 560                      | 15,87      | 35               | 24491      | 24210        | Sarlat-la-Canéda |
| Sainte-Trie                  | 113                      | 10,91      | 10               | 24507      | 24160        | Sarlat-la-Canéda |
| Teillots                     | 99                       | 10,02      | 10               | 24545      | 24390        | Sarlat-la-Canéda |
| Temple-Laguyon               | 35                       | 2,94       | 12               | 24546      | 24390        | Sarlat-la-Canéda |
| Thenon                       | 1.267                    | 25,92      | 49               | 24550      | 24210        | Sarlat-la-Canéda |
| Tourtoirac                   | 638                      | 25,43      | 25               | 24555      | 24390        | Sarlat-la-Canéda |
| Villac                       | 285                      | 20,61      | 14               | 24580      | 24120        | Sarlat-la-Canéda |
| Kanton Le Haut-Périgord noir | 14.105                   | 512,76     | 28               | 2405       | –            | –                |

1. ↑   Nur die Fläche der ehemaligen Gemeinden Blis-et-Born, Le Change, Milhac-d’Auberoche und Saint-Antoine-d’Auberoche, der Rest gehört zum Kanton Isle-Manoire.

## Veränderungen im Gemeindebestand seit der landesweiten Neuordnung der Kantone
2017: Fusion Bassillac (Kanton Isle-Manoire), Blis-et-Born, Le Change, Eyliac (Kanton Isle-Manoire), Milhac-d’Auberoche und Saint-Antoine-d’Auberoche → Bassillac et Auberoche